# Pararge sardoa
Pararge sardoa är en fjärilsart som beskrevs av Ruggero Verity 1908. Pararge sardoa ingår i släktet Pararge och familjen praktfjärilar. Inga underarter finns listade i Catalogue of Life.